# دیزلو
دیزلو، روستایی از توابع بخش مرکزی شهرستان اردستان در استان اصفهان ایران است.

## جمعیت
این روستا در دهستان علیا قرار دارد و براساس سرشماری مرکز آمار ایران در سال ۱۳۸۵، جمعیت آن ۱۲۳ نفر (۲۷خانوار) بوده‌است.

## معنی کلمه دیزلو
بنا بر برخی گفته ها؛ کلمه دیزلو از دو کلمه "ده" و "زالو" گرفته شده است که به معنی "روستایی که آب آن زالو دارد" میباشد. 